# جامعة غرينفيلد
جامعة غرينفيلد هي جامعة خاصة في كادونا، ولاية كادونا، نيجيريا. تأسست في يناير 2019، وبدأت الدورة الدراسية 2018/19 في مايو 2019. وفقًا لما ذكره المستشار المحترف سيمون نواكاشا «أكملت الجامعة الترتيبات للبدء بكليتين، وهما كلية العلوم الاجتماعية والإدارية وكلية العلوم والتكنولوجيا».
حدث خطف جماعي للطلاب في الجامعة في عام 2021.